# 卡爾文·奈特
科爾文·萊昂·奈特（英語：Calvin Leon Natt，1957年1月8日—）是美國退休的職業籃球運動員。